# Cheilodactylus variegatus
Cheilodactylus variegatus is een straalvinnige vis uit de familie van Cheilodactylidae en behoort derhalve tot de orde van baarsachtigen (Perciformes). De vis kan een lengte bereiken van 40 cm.

## Leefomgeving
Cheilodactylus variegatus is een zoutwatervis. De vis prefereert een subtropisch klimaat en leeft hoofdzakelijk in de Grote Oceaan.

## Relatie tot de mens
Cheilodactylus variegatus is voor de visserij van beperkt commercieel belang. In de hengelsport wordt er weinig op de vis gejaagd.